# Đào Duy Anh
Đào Duy Anh (25 tháng 4 năm 1904 – 1 tháng 4 năm 1988) là nhà sử học, địa lý, từ điển học, ngôn ngữ học, nhà nghiên cứu văn hóa, tôn giáo, văn học dân gian người Việt Nam. Ông được xem là người mở đầu cho nhiều ngành khoa học xã hội Việt Nam.

## Tiểu sử

### Thời niên thiếu
Đào Duy Anh sinh ngày 25 tháng 4 năm 1904 tại Thanh Hóa, tuy nhiên dòng họ của ông vốn gốc ở làng Khúc Thủy, tổng Tả Thanh Oai, huyện Thanh Oai, tỉnh Hà Tây (nay là làng Khúc Thủy, xã Cự Khê, huyện Thanh Oai, thành phố Hà Nội), đời ông nội của Đào Duy Anh chuyển cư vào xã Trung Chính, huyện Nông Cống, tỉnh Thanh Hóa. Các em trai của ông là Đào Duy Kỳ, Đào Duy Dếnh, Đào Hùng, Đào Phan.
Sau khi đỗ Thành chung tại trường Quốc học Huế năm 1923, ông không làm công chức dưới chính quyền thực dân Pháp mà làm nghề dạy học ở Trường Tiểu học Đồng Hới tỉnh Quảng Bình. Ông chịu ảnh hưởng của các phong trào yêu nước đang dấy lên thời kỳ đó như phong trào đấu tranh đòi "ân xá" cho Phan Bội Châu năm 1925, đám tang Phan Chu Trinh năm 1926... Cuối năm 1925, ông tham gia sự kiện Hội Quảng Tri Đồng Hới đón tiếp Phan Bội Châu trên đường từ Hà Nội vào Huế.

### Con đường đến với sử học
Năm 1926, ông từ chức giáo học, vào Đà Nẵng và có ý định đến Sài Gòn. Trên đường vào Đà Nẵng, ông đã gặp Phan Bội Châu đang bị giam lỏng ở chùa Phổ Quang, vào Quảng Nam gặp Huỳnh Thúc Kháng đang làm Viện trưởng Viện Dân biểu Trung Kỳ. Ông đã giúp Huỳnh Thúc Kháng sáng lập báo Tiếng dân và làm Thư ký tòa soạn. Đào Duy Anh tham gia Việt Nam Cách mạng Đảng năm 1926 và sau khi đảng này đổi tên thành Tân Việt Cách mạng Đảng (tháng 7 năm 1928), ông trở thành Tổng Bí thư.
Năm 1928, ông sáng lập Quan hải tùng thư, với sự cộng tác của những trí thức như Võ Liêm Sơn, Trần Đình Nam, Phan Đăng Lưu... xuất bản những tập sách phổ cập để người đọc làm quen với tư tưởng khoa học và duy vật lịch sử (như Lịch sử các học thuyết kinh tế, Phụ nữ vận động, Lịch sử nhân loại, Tôn giáo là gì? Xã hội là gì? Dân tộc là gì?). Trong thời gian này, ông lấy biệt hiệu là Vệ Thạch (chim tinh vệ).
Tháng 7 năm 1929, Đào Duy Anh bị chính quyền bắt giam cho đến đầu năm 1930. Từ đó ông chuyên tâm nghiên cứu văn hóa bắt đầu là từ điển học rồi văn hóa, văn học, sử học. Sau Cách mạng tháng Tám, Đào Duy Anh được mời giảng dạy môn Lịch sử tại Đại học Văn khoa Hà Nội. Ông là Ủy viên Ban vận động Đại hội văn hóa toàn quốc năm 1946. Trong kháng chiến chống Pháp, ông hoạt động trong Chi hội văn nghệ Liên khu IV.
Từ năm 1955 - 1960, ông là Chủ nhiệm khoa Sử Trường Đại học Sư phạm và Trường Đại học Tổng hợp Hà Nội, sau đó làm chuyên viên Viện Sử học thuộc Ủy ban Khoa học xã hội Việt Nam. Ông có công lao to lớn trong việc đào tạo cán bộ nghiên cứu Sử học Việt Nam.
Trong những năm từ 1960 đến 1970, ông dịch, hiệu đính chú giải nhiều bộ sách lớn về văn hoá, sử học như: Lịch triều hiến chương loại chí lục của Lê Quý Đôn, Ức Trai thi tập, Quốc âm thi tập của Nguyễn Trãi, Thơ chữ Hán của Nguyễn Du... Ngoài ra ông còn biên khảo chữ nôm - nguồn gốc, cấu tạo, diễn biến, dịch Khoá hư lục của Trần Thái Tông...

### Các hoạt động chính (1950đến1988)
Năm 1950, ông được mời ra Việt Bắc làm Trưởng ban Sử - Địa thuộc Vụ Văn học Nghệ thuật, Bộ Giáo dục.
Năm 1952, Đào Duy Anh về Thanh Hóa giảng dạy tại trường Dự bị Đại học. Năm 1954, ông trở về Hà Nội giảng dạy tại trường Đại học Sư phạm và Đại học Văn khoa.
Năm 1956, khi trường Đại học Tổng hợp Hà Nội thành lập, ông được cử làm Chủ nhiệm Bộ môn Cổ sử Việt Nam cho đến năm 1958.
Năm 1956, ông có bài trả lời phỏng vấn về vấn đề mở rộng tự do, dân chủ đăng trên bán nguyệt san Nhân văn số 5 (ngày 20 tháng 11).
Năm 1958, Đào Duy Anh chuyển sang làm việc tại Bộ Giáo dục, năm 1960 chuyển sang Viện Sử học. Từ đây, ông thôi công tác giảng dạy đại học và tập trung vào nghiên cứu. Ông nghỉ hưu năm 1965 nhưng vẫn tiếp tục nghiên cứu cho đến năm 1988
Ngày 1 tháng 4 năm 1988, ông qua đời tại Hà Nội, thọ 84 tuổi.

### Vinh danh
Ông là một trong số ít nhân vật Việt Nam được ghi tên vào bộ từ điển Larousse với tư cách là một nhà bách khoa toàn thư của thời hiện đại.
Đào Duy Anh được tặng Giải thưởng Hồ Chí Minh về khoa học xã hội năm 2000.
Tên của ông được đặt cho các con đường tại quận Phú Nhuận (TP Hồ Chí Minh), quận Đống Đa (TP Hà Nội), thành phố Thanh Hóa, thành phố Hạ Long (từ đường Trần Phú tới đường Trần Thái Tông)...

## Công trình nghiên cứu, biên soạn
Đào Duy Anh đã thực hiện trên 30 công trình về nghiên cứu và dịch thuật cổ văn được in thành khoảng hơn 60 tập sách bắt đầu từ năm 1927.

### Từ điển
- Hán - Việt từ điển (1932)
- Pháp - Việt từ điển (1936)
- Từ điển Truyện Kiều (viết xong năm 1965, xuất bản năm 1974)

### Giáo trình, công trình nghiên cứu
- Việt Nam văn hóa sử cương (1938)
- Khổng giáo phê bình tiểu luận (1938)
- Trung Hoa sử cương (1942)
- Khảo luận về Kim Vân Kiều (1943)
- Lịch sử Việt Nam (giáo trình đại học, 1956)
- Cổ sử Việt Nam (giáo trình đại học, 1956)
- Lịch sử cổ đại Việt Nam (1957) gồm 4 tập: "Nguồn gốc dân tộc Việt Nam", "Vấn đề An Dương Vương và nhà nước Âu Lạc", "Văn hóa đồ đồng và trống đồng Lạc Việt", "Giai đoạn quá độ sang chế độ phong kiến".
- Vấn đề hình thành của dân tộc Việt Nam (1957)
- Lịch sử Việt Nam từ nguồn gốc đến thế kỷ XIX (2 tập, 1958)
- Đất nước Việt Nam qua các đời (1964)
- Chữ Nôm, nguồn gốc, cấu tạo và diễn biến (1975)

### Hiệu đính, biên dịch, chú giải
- Lịch triều hiến chương loại chí[1] (1961 - 1962)
- Đại Nam thực lục[2] (1962 - 1977)
- Phủ biên tạp lục[3] (1964)
- Đại Việt sử ký toàn thư[4] (1967 - 1968)
- Đại Nam nhất thống chí[5] (1969 - 1971)
- Binh thư yếu lược [6] (1970)
- Gia Định thành thông chí [7]
- Nguyễn Trãi toàn tập (1969)
- Khóa hư lục[8] (1974)
- Sở từ (1974)
- Truyện Hoa Tiên[9] (1978)
- Thơ chữ Hán Nguyễn Du" (1988)
- Ngoài ra ông còn biên dịch và chú giải Kinh Thi, "Đạo Đức Kinh và học thuyết của Lão Tử" nhưng chưa xuất bản.

### Khác
- Nhớ nghĩ chiều hôm (hồi ký, xuất bản năm 1989)

## Những đóng góp lớn của ông

### Lĩnh vực nghiên cứu
Là một trong những người có công xây dựng nền khoa học xã hội - nhân văn hiện đại của Việt Nam, Đào Duy Anh có nhiều đóng góp trong các lĩnh vực nghiên cứu. Ông là một nhà từ điển học đặt cơ sở cho nền từ điển học hiện đại Việt Nam. Trên lĩnh vực nghiên cứu văn hóa, văn học, tác phẩm Việt Nam văn hóa sử cương của Đào Duy Anh cùng với Văn minh An Nam (La Civilization Annamite, 1944) của Nguyễn Văn Huyên là những công trình khoa học đặt nền tảng cho sự hình thành nền văn hóa học hiện đại Việt Nam một cách khoa học.

### Lĩnh vực sử học
Trên lĩnh vực sử học, với những tư liệu đã tích lũy từ nhiều năm và tham khảo những công trình khoa học liên quan của nước ngoài, ông đã tiến hành nhiều đề tài nghiên cứu rất cơ bản về lịch sử Việt Nam, nhất là về lịch sử cổ đại và trung đại như vấn đề phân kỳ lịch sử, nguồn gốc dân tộc, vấn đề chế độ chiếm hữu nô lệ, chế độ phong kiến, sự hình thành dân tộc Việt Nam...